# Valdecañas (apellido)

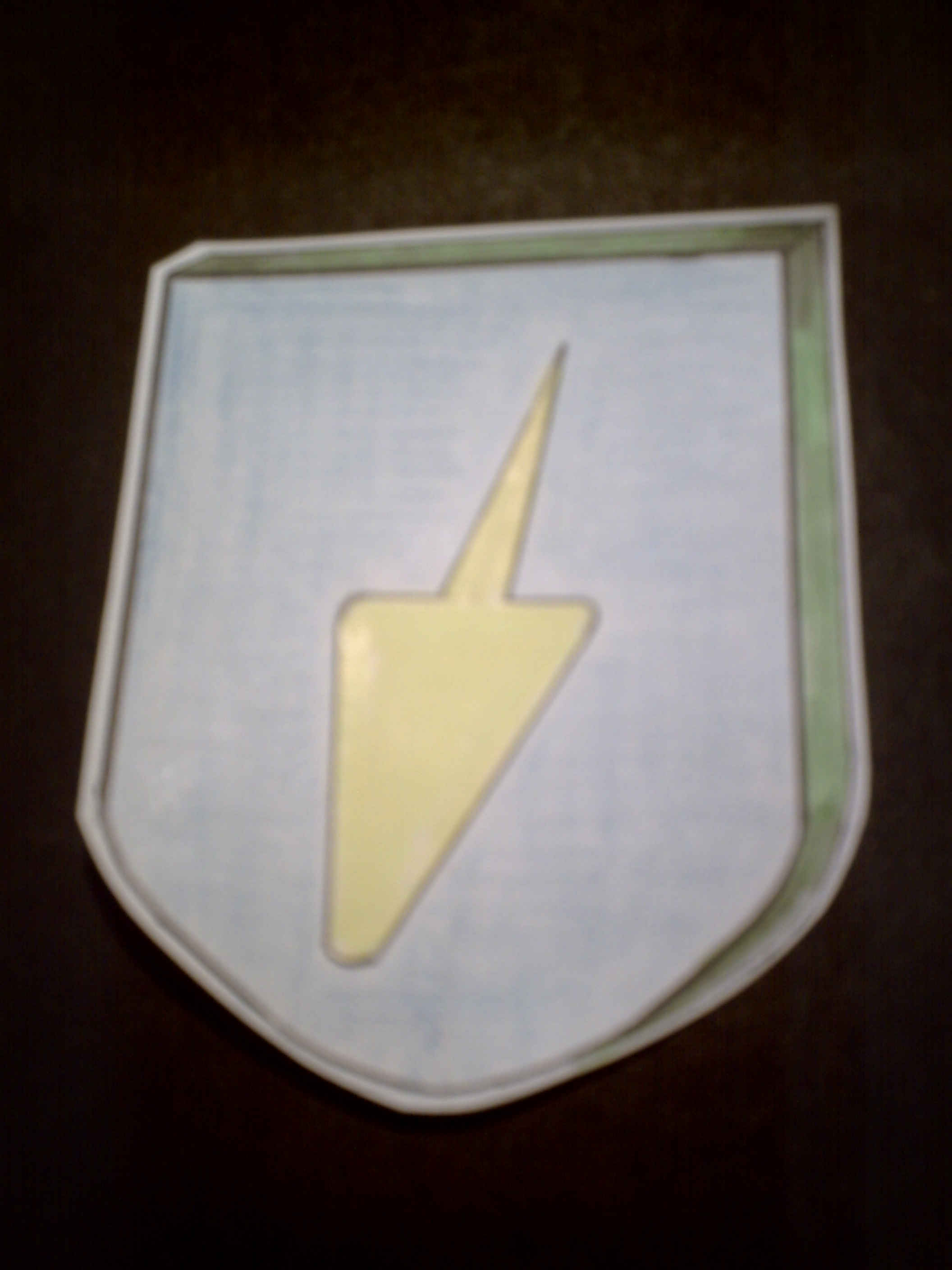
Escudo del apellido Valdecañas.

Valdecañas, linaje de origen castellano, que pasó a Andalucía, radicando en Priego de Córdoba, Lucena y Sevilla, y a Argentina. Caballeros de este linaje probaron su nobleza para ingresar en la Orden de Santiago, la Orden de Alcántara y la Orden de Carlos III, ante las Reales Chancillerías de Valladolid y Granada; y en la Real Compañía de Guardias Marinas. Su Escudo: «De azur, una reja de arado en oro».
Existe un Marquesado de Valdecañas, el cual no está claro si se refiere al pueblo Valdecañas en Cuenca o a Valdecañas de Cerrato.
El primer Marqués de Valdecañas, Melchor de Avellaneda Sandoval Rojas y Ramiro, luchó en la batalla de Villaviciosa, el 10 de diciembre de 1710, junto a Felipe V de España. Coincidió en época y lugar -provincia de Córdoba- con Tomás González Tevar, valdecañés, Canónigo racionero de la Catedral cordobesa. 
En 1849, el titular era Rafael Benjumea y Cabeza de Vaca, de Málaga. Hubo otro Marqués, Agustín Ruiz Soldado y Gómez de Molina, que en 1881, fue Senador por la provincia de Almería. También hubo otro perteneciente a la familia Valdecañas, Antonio Rafael Domínguez y Valdecañas, que llegó a ser Obispo de la Diócesis de Guadix-Baza (1855-1865).
Según el libro de Manuel Glez. de Molina y Antonio Parejo Barranco, "La historia de Andalucia a debate", hubo también un Condado de Valdecañas, creado en 6-6-1791. El primer Conde de Valdecañas fue, Antonio José de Valdecañas y Piedrola.
El II Conde, Pedro Pablo de Valdecañas y Ayllón de Lara, combatió durante la Guerra de la Independencia, contra el General Dupont, a las órdenes del General Echavarria, Marqués de Puentefiel y posteriormente Ministro de la Guerra (1813), en la batalla del puente de Alcolea , acceso a la ciudad de (Córdoba), el 7-6-1808, que ganó el general francés.
Al respecto, el Conde comentaría años después al referirse al suceso:

... el paisanaje tan ignorante como indisciplinado, incurrió en lo que tantas veces se ha repetido tristemente en esta guerra, ir hacia el peligro manifestando gran resolución que luego momentaneamente se disipa.

Posteriormente, estos mismos soldados, voluntarios, estuvieron a sus órdenes y serían inmortalizados por su actuación en la batalla de Bailén.
En 1840, Antonio Cayetano Valdecañas y Tafur (1793. Lucena - Córdoba), alcanzó el estatus de Senador y el de Vitalicio en 1858. El último y VII Conde de Valdecañas fue Don Antonio Álvarez de Sotomayor y Valdecañas casado con Doña Asunción García-Mier Zorrilla, hijos: Antonio Álvarez de Sotomayor García-Mier , Doña María del Carmen Álvarez de Sotomayor García-Mier casada con Don Juan José Blanco Gómez, Agustín Álvarez de Sotomayor García-Mier y Asunción Álvarez de Sotomayor García-Mier casada con Francisco Javier Morán Pérez-Arias y Javier Álvarez de Sotomayor García-Mier. 
Por fallecimiento del mismo, su hijo Antonio Álvarez de Sotomayor García-Mier ha solicitado la sucesión en el título de Conde de Valdecañas convirtiéndose así en el VIII Conde de Valdecañas.
En España, hay otros dos municipios con el mismo nombre, Valdecañas de Tajo, en la provincia de Cáceres. En él se ubica un gran embalse que recoge las aguas del río Tajo. En la provincia de Cuenca, existe otro Valdecañas, que está situado junto a Villar de la Ventosa. En México, también hay un municipio denominado Valdecañas, cercano a Fresnillo, en el Estado de Zacatecas.